# Turó de Pardells
El Turó de Pardells és una muntanya de 118 metres que es troba al municipi de Rabós, a la comarca catalana de l'Alt Empordà.